# Mariene ecoregio Rapa-Pitcairn
De Mariene ecoregio Rapa-Pitcairn (159) (Engels: Rapa-Pitcairn marine ecoregion) is een biogeografische regio en ligt in het centrale deel van de Grote Oceaan in de Mariene provincie Zuidoost-Polynesië (40) in het Marien rijk Oostelijke Indo-Pacific. De mariene ecoregio is vastgesteld door het World Wide Fund for Nature en The Nature Conservancy en is vernoemd naar Rapa Iti en Pitcairn.
In het westen grenst het gebied aan de mariene ecoregio Tuamotu (158) en in het noordwesten aan de mariene ecoregio Zuidelijke Cookeilanden/Australeilanden (160).

## Geografie
De mariene ecoregio ligt in het centrale deel van de Grote Oceaan rond de Bass-eilanden, deel van de Australeilanden (Frans-Polynesië), en de Pitcairneilanden, een Brits overzees gebiedsdeel en bestaat uit twee gebieden. Het oostelijke gebied strekt zich uit in de wateren rond Ducie in het oosten, via Henderson en Pitcairn, naar Oeno met Sandy in het westen. Het westelijke gebied strekt zich uit in de wateren rond Rapa Iti en Marotiri.
Door het gebied stroomt de Zuid-Pacifische gyre.

## Biogeografie
Het gebied kent zeeleven dat houdt van tropische temperaturen.